# Yasser Gómez
Artikeln följer den spanska namnseden; faderns efternamn är Gómez och moderns efternamn Soto.
Yasser Richard Gómez Soto, född den 1 april 1980 i Havanna, är en kubansk basebollspelare som tog silver för Kuba vid olympiska sommarspelen 2000 i Sydney.
Gómez hoppade av till USA 2008 och påbörjade därefter en proffskarriär i USA. Han spelade dock bara en säsong, 2010, för en farmarklubb till Atlanta Braves och därefter i olika så kallade independent leagues.
Gómez representerade Spanien vid World Baseball Classic 2013.